# Нью-Джерусалем (Пенсільванія)
Нью-Джерусалем (англ. New Jerusalem) — переписна місцевість (CDP) в США, в окрузі Беркс штату Пенсільванія. Населення — 598 осіб (2020).

## Географія
Нью-Джерусалем розташований за координатами 40°26′27″ пн. ш. 75°45′33″ зх. д. / 40.44083° пн. ш. 75.75917° зх. д. (40.440899, -75.759150).  За даними Бюро перепису населення США в 2010 році переписна місцевість мала площу 4,71 км², з яких 4,71 км² — суходіл та 0,01 км² — водойми.

## Демографія
Згідно з переписом 2010 року, у переписній місцевості мешкало 649 осіб у 231 домогосподарстві у складі 191 родини. Густота населення становила 138 осіб/км².  Було 236 помешкань (50/км²).
Расовий склад населення:
| - 97,5 % — білих - 0,8 % — чорних або афроамериканців - 0,3 % — азіатів |

До двох чи більше рас належало 0,8 %. Частка іспаномовних становила 3,5 % від усіх жителів.
За віковим діапазоном населення розподілялося таким чином: 25,9 % — особи молодші 18 років, 62,2 % — особи у віці 18—64 років, 11,9 % — особи у віці 65 років та старші. Медіана віку мешканця становила 38,2 року. На 100 осіб жіночої статі у переписній місцевості припадало 105,4 чоловіків;  на 100 жінок у віці від 18 років та старших — 98,8 чоловіків також старших 18 років.
За межею бідності перебувало 2,2 % осіб, у тому числі 0,0 % дітей у віці до 18 років та 9,9 % осіб у віці 65 років та старших.
Цивільне працевлаштоване населення становило 298 осіб. Основні галузі зайнятості: будівництво — 24,5 %, освіта, охорона здоров'я та соціальна допомога — 22,8 %, транспорт — 9,7 %, виробництво — 9,1 %.